# Elionor de Châtellerault
Elionor de Châtellerault, duquessa d'Aquitània, va néixer cap a l'any 1103 en Châtellerault (Vienne) i va morir en Talmont en març de 1130.
És coneguda sobretot per ser la mare d'Elionor d'Aquitània, la dona més poderosa d'Occident durant el segle xii.
Era la filla del vescomte de Châtellerault, Aymeric Ier de Châtellerault, i de la seva concubina, Dangereuse de L'Isle Bouchard (legalment l'amant de Guillem IX, duc d'Aquitània). Es va casar amb Guillem X d'Aquitània i va tenir tres fills: Elionor d'Aquitània, Petronila d'Aquitània i Aigret (va morir als quatre anys).